# جاك بيرك الابن
جاك بيرك الابن (بالإنجليزية: Jack Burke)‏ هو لاعب غولف أمريكي، ولد في 29 يناير 1923 في فورت وورث في الولايات المتحدة.

## وصلات خارجية
- جاك بيرك الابن على موقع إن إن دي بي (الإنجليزية)